# Hermann Wandinger
Hermann Wandinger (* 24. Juli 1897 in Dorfen; † 26. Mai 1976 ebenda) war ein deutscher Goldschmied und Bildhauer.

## Leben
Hermann Wandinger und sein Zwillingsbrüder Franz (1897–1961) stammten aus einer Goldschmiedefamilie. Sie gingen nach Abschluss der Schule 1910 bei einem Münchner Goldschmied in die Lehre. Daneben besuchten beide Fachschulen und Abendkurse bei Johann Vierthaler und bei Julius Schneider, dem Leiter der Münchener Goldschmiedeschule. Nach dem Ersten Weltkrieg trat Franz ins elterliche Geschäft in Dorfen ein, Hermann arbeitete in verschiedenen Betrieben im In- und Ausland.
Nach der Rückkehr nach München besuchte er die Kunstgewerbeschule München. Zusammen mit seinem Bruder beteiligte er sich 1922 an der Deutschen Gewerbeschau und beide richteten später ein gemeinsames Atelier in Schwabing ein. Er studierte anschließend an der Kunstakademie in München Bildhauerei. Sein Professor dort war Joseph Wackerle. Um 1928 lernte er Paul Ludwig Troost († 1934) kennen, der vor Albert Speer der Lieblingsarchitekt Hitlers war. Gefördert wurde Wandinger auch dessen Witwe Gerdy Troost. Hermann Wandinger war von 1937 an Parteimitglied in der NSDAP. Von 1937 bis 1942 leitete Hermann die Staatliche Zeichenakademie Hanau, eine der ältesten Goldschmiedeschulen Europas. Während des Zweiten Weltkriegs arbeiteten die Wandinger-Zwillinge und deren Firma „im persönlichen Auftrag des Führers“ und waren auch in die Verwertung geraubten Edelmetalle verwickelt.  Gemeinsam mit Gerdy Troost, Frieda Thiersch (Buchbinderin) und Franziska Kobell (Kalligraphin) fertigten sie alle Ordenskassetten und -Mappen zur Verleihung der höheren NS-Orden und Auszeichnungen.
1945 wurde Hermann Wandingers Atelier in München bei einem Bombenangriff völlig zerstört. Er kehrte nach Dorfen zurück, wo er weiterhin gemeinsam mit seinem Bruder arbeitete. Zahlreiche Reliefs und Plastiken in Dorfen und Umgebung erinnern noch heute an ihre Kunst.
Nach dem Tod seines Bruders im Jahr 1961 gab Hermann die Goldschmiedekunst auf und arbeitete ausschließlich als Maler und Bildhauer.

## Werke (Auswahl)
- Hemadlenzenbrunnen am Rathausplatz Dorfen[6]
- Kriegerdenkmal in Dorfen
- Christus (Bronze), Grabkapelle in Oberdorfen
- Pferdebändiger, Steinplastik im Postamt Dorfen
- Pferde, Steinrelief in der Berufsschule Dorfen
- Figürliches Relief in der Berufsschule Erding
- Bildnis Freiherr von Stein im Landratsamt Erding
- Steinsäule mit Kinderfiguren in Frauenreuth
- Altarkreuz (feuervergoldet, Email) in der Gustav-Adolf-Kirche in Nürnberg[7]
- Feuergoldkreuz, Matthäuskirche in München[8]

## Auszeichnungen
- Träger des Goldenen Ehrenrings der Deutschen Gesellschaft für Goldschmiedekunst, 1948[9]